# Palais oriental
 (décembre 2018).
Le Palais oriental, connu localement sous le nom de PO, était une maison close rémoise, située à l'angle de la rue de la Magdeleine et de la rue Bacquenois (au no 39). Il faisait partie des nombreuses maisons closes de la ville de Reims, comme il y en avaient, à l'époque dans les villes de garnisons. Mais c'est le luxe des lieux (caractérisé par des décors mauresques) qui fit sa renommée, de son ouverture en 1925 à sa fermeture en 1946. Le prestige du Palais Oriental rivalisait avec celui des maisons les plus luxueuses de Paris, le One-Two-Two et le Chabanais.

## Le bâtiment
Le bâtiment était fortement inspiré de l'architecture mauresque, et ressemblait à une forteresse arabe.
L'intérieur était orné de mosaïques et de fresques peintes à la main.
Il devait son nom à ses décors orientaux, mosaïques et fresques peintes, ainsi qu'aux appellations de ses différents lieux telles que la chambre japonaise, la  chambre chinoise...
Il est l'œuvre des architectes Émile Thion et Marcel Rousseau également architectes du Cinéma-Opéra de Reims.
L'établissement, interdit d'activité après la Seconde Guerre mondiale par la loi Marthe Richard, fut complètement rasé en 1973et remplacé par une station service, elle-même fermée à ce jour.

## Inspiration
Il est la base de Chronique d'une maison close : Le Palais oriental ; un roman de Michelle A. Roy.
En 2009, la chercheuse Nicole Canet publie Maisons closes, 1860-1946 : Bordels de femmes, bordels d’hommes. Parmi les bordels présentés dans le livre, le Palais oriental était le seul en dehors de Paris.